# Энтомологический музей Томаса Витта
Энтомологический музей Томаса Витта (англ. Museum Witt) — специализированный энтомологический музей и научно-исследовательский центр, расположенный в Мюнхене.

## История

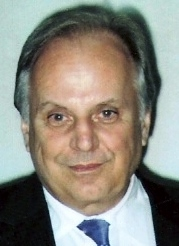
Томас Витт, основатель музея

Музей также известный в литературе под аббревиатурой MWM, был создан в 1980 году бизнесменом Томасом Дж. Виттом (Thomas J. Witt) для изучения бабочек группы Heterocera. Энтомологический музей Томаса Витта сперва находился в квартире коммерческого здания. В 1988 году музей переехал в отдельное здание на улице Тенгштрассе 33.
С 2000 года музей является частью Зоологической государственной коллекции Мюнхена.
Основной задачей музея является сбор, хранение и пополнение энтомологической коллекций. Все сотрудники музея являются высокоспециализированными специалистами по различным группам насекомых — ими проводятся научные исследования по систематике, фаунистике и зоогеографии.

## Коллекция
Музей обладает специализированной коллекцией различных семейств чешуекрылых, которая насчитывает 2,5−3 миллиона экземпляров со всего мира, в том числе около 2200 голотипов, 99 лектотипов, 7 неотипов и около 63 тысяч син-, пара- и паралектотипов. Количество последних из них выше, так как они не окончательно записаны.
Также в музее находится большая тематическая библиотеку и архив. Для всеобщего обозрения представлена только часть коллекции, многие образцы хранятся в фондах музея.

## Время работы
Музей открыт для посещения с понедельника по пятницу — с 09:00 до 15:00. По субботам и воскресеньям в нём здесь проводят лекции, презентации и семинары для студентов.